# 東和茄苳公
23°40′50″N 120°34′27″E / 23.680591°N 120.574290°E
東和茄苳公，是位於臺灣雲林縣古坑鄉東和村的茄苳樹，被當地人視為神樹。

## 樹身
東和茄苳公位於古坑鄉東和村天浩宮附近的小徑上，一旁是柳丁園，省農林廳時期列為雲林縣境內第五號的珍貴老樹，在2003年報導時，胸徑一點八公尺、樹高十三公尺。昔日，該樹與同村、隔草嶺公路相望的鳥榕都是早年村民徒步、挑擔或下田耕作時的途中乘涼歇息場所，也是該地最醒目的地標，但鳥榕在草嶺公路擴寬時因樹根被削掉一半而枯死。

## 信仰
每年農曆正月十五日，村裡信徒為此茄苳公舉行祭拜活動。後壠仔茄苳公在1991年9月22日慶祝千年大壽時，此樹連同同鄉的茄苳公、同縣的萬年庄茄苳公、埔里茄苳樹王公、名間茄苳公、里港茄苳尊王這六棵樹的信徒都前往參加。
東和村民指出，以前村內這棵茄苳與鳥榕都有村人視為樹神敬拜，大家樂正風行時，因傳出此茄苳會報明牌而受到樂迷禮遇，不但有贏錢的信眾捐建圓形護土牆及小廟供奉樹神，還增設木頭供桌和香爐，不僅平時有人燒香膜拜，連外地茄苳公信徒都會定期前來參拜。當鳥榕枯萎後，有村民很感嘆地說，倘若鳥榕多年前能像茄苳一樣被樂迷們認為會報明牌而加以禮遇，也許今日就不會淪落到枯死的下場。